# 帕氏無齒鯧
帕氏無齒鯧，為輻鰭魚綱鱸形目鯧亞目無齒鯧科的其中一種，分布於西印度洋的坦尚尼亞海域，棲息深度205-250公尺，體長可達18.8公分，棲息在泥底質的深水域，屬肉食性。

## 擴展閱讀
維基物種上的相關：帕氏無齒鯧